# Fleischerobryum macrophyllum
Fleischerobryum macrophyllum är en bladmossart som beskrevs av Brotherus 1926. Fleischerobryum macrophyllum ingår i släktet Fleischerobryum och familjen Bartramiaceae. Inga underarter finns listade i Catalogue of Life.